# Pan Sonic

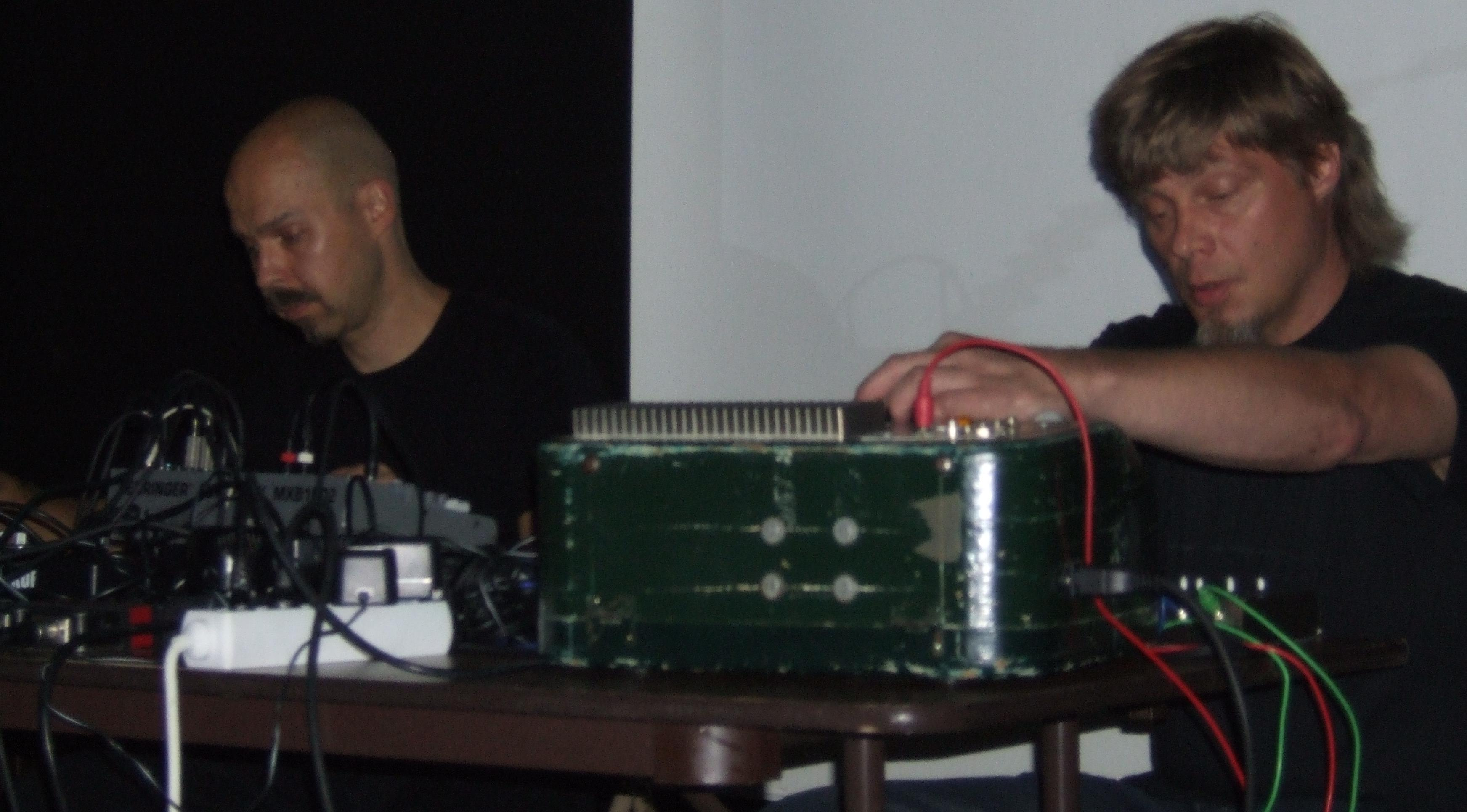
Pan Sonic, 2006.

Pan Sonic (ursprungligen Panasonic) var en finsk experimentell elektronisk musik-duo bestående av Mika Vainio och Ilpo Väisänen. Pan Sonic bildades 1993 i Åbo av Vainio och Väisänen tillsammans med Sami Salo, som senare lämnade gruppen. Deras första självbetitlade skiva, Panasonic, gavs ut 1994 på det finska skivbolaget Sähkö Recordings. De skrev senare kontrakt med Blast First, en underetikett till Mute Records. Efter att elektronikbolaget Panasonic hotat med juridiska åtgärder bytte gruppen 1998 namn till "Pan Sonic". Pan Sonic splittrades i december 2009. Mika Vainio avled 13 april 2017, 53 år gammal.
Pan Sonic influerades av industriell musik från det tidiga 1980-talet, som Throbbing Gristle, Einstürzende Neubauten och Suicide och av reggae, hiphop, dub, rockabilly, japansk noisemusik och experimentell musik. 
Inom elektronisk musik är det standard att skriva och spela in musiken genom användande av sequencer och datorer, men Pan Sonic var kända för att spela in allting live direkt på DAT och för att använda sina hembyggda och modifierade syntar och effektenheter, som huvudsakligen var specialbyggda av deras "tredje medlem" Jari Lehtinen. De använde också en MPC2000 sequencer, men hävdade att de inte visste någonting om MIDI och datorer. 
Pan Sonic har samarbetat med bland annat Alan Vega från Suicide, Barry Adamson, Keiji Haino och Merzbow och har gjort remixer åt Einstürzende Neubauten, Foetus, Merzbow, Muslimgauze, Recoil och Ryuichi Sakamoto. Deras EP tillsammans med Barry Adamson, utgiven på isländska Kitchen Motors, är ett körstycke med elektronik, framfört av den isländska kören Hljómeyki.
Pan Sonic intresserade sig också för experiment och konstperformances och gjorde musik till utställningar och installationer på museum och till japanska modevisningar.

## Diskografi

### Studioalbum
| År   | Titel                                                  | Skivbolag          | Notering                                              |
| ---- | ------------------------------------------------------ | ------------------ | ----------------------------------------------------- |
| 1995 | Vakio                                                  | Blast First        |                                                       |
| 1997 | Kulma                                                  | Blast First        |                                                       |
| 1998 | Endless                                                | Blast First        | med Alan Vega under namnet Vainio Väisänen Vega (VVV) |
| 1999 | A                                                      | Blast First        |                                                       |
| 2001 | Aaltopiiri                                             | Blast First        |                                                       |
| 2004 | Kesto (234.48:4)                                       | Blast First        |                                                       |
| 2005 | Resurrection River                                     | Mego               | med Alan Vega as VVV                                  |
| 2005 | Nine Suggestions                                       | Allquestions       | med John Duncan som Duncan/Vainio/Väisänen            |
| 2007 | Katodivaihe                                            | Blast First Petite |                                                       |
| 2010 | Gravitoni                                              | Blast First Petite |                                                       |
| 2010 | Synergy between mercy and self-annihilation overturned | Blast First Petite | med Keiji Haino                                       |
| 2016 | Atomin paluu                                           | Blast First Petite | soundtrack                                            |

### Livealbum
| År   | Titel                                            | Skivbolag             | Notering                           |
| ---- | ------------------------------------------------ | --------------------- | ---------------------------------- |
| 2000 | Mort aux vaches                                  | Mort Aux Vaches       | med Charlemagne Palestine          |
| 2000 | Frost 79° 40'                                    | FM 4.5.1              | med Andreas Ammer och F.M. Einheit |
| 2001 | 05/10/995                                        | Jenny Divers          |                                    |
| 2001 | 19/01/995 20/01/995                              | Jenny Divers          |                                    |
| 2003 | V                                                | Les Disques Victo     | med Merzbow                        |
| 2004 | Finnexport 2003                                  | Spirals of Involution |                                    |
| 2009 | Shall I download a blackhole and offer it to you | Blast First Petite    | med Keiji Haino                    |
| 2014 | Oksastus                                         | Kvitnu                |                                    |

### Samlingsalbum
| År   | Titel | Skivbolag   |
| ---- | ----- | ----------- |
| 1999 | X     | Blast First |

### EP
| År   | Titel               | Skivbolag          | Notering            |
| ---- | ------------------- | ------------------ | ------------------- |
| 1994 | Panasonic           | Sähkö              |                     |
| 1996 | Osasto              | Blast First        |                     |
| 1998 | Arctic Rangers      | Blast First        |                     |
| 1998 | Medal               | Blast First        | med Alan Vega       |
| 1998 | "Kolminpeli (Live)" | Evolurbain         | split med Vodershow |
| 1999 | B                   | Blast First        |                     |
| 2001 | Motorlab #3         | Kitchen Motors     | med Barry Adamson   |
| 2009 | "Che"               | Blast First Petite | med Sunn O)))       |

### Videoalbum
| År   | Titel     | Skivbolag          | Notering                   |
| ---- | --------- | ------------------ | -------------------------- |
| 2008 | Kuvaputki | Blast First Petite | regisserad av Edward Quist |